# Баленков, Николай Павлович
Николай Павлович Баленков (22 мая 1949, Ленинград — 21 января 1973, Цахкадзор) — советский гребец, трёхкратный чемпион СССР (1969, 1971, 1972), бронзовый призёр чемпионата Европы (1971) по академической гребле. Мастер спорта СССР международного класса.

## Биография
Родился 22 мая 1949 года в Ленинграде. Пришёл в спорт благодаря брату Михаилу Баленкову, который также был гребцом. В разные годы тренировался под руководством своего брата, Ларисы Писаревой и Юрия Тюкалова. Завоевал титулы чемпиона СССР в одиночке (1969), двойке (1971) и четвёрке парных (1972), получил серебро чемпионата СССР 1970 года в одиночке и двойке парной. В 1971 году вместе со своим напарником Геннадием Коршиковым стал бронзовым призёром чемпионата Европы в Копенгагене в классе двоек парных. 
В январе 1973 года во время проведения тренировочных сборов на высокогорной спортивной базе в городе Цахкадзор (Армения) вместе с гребцом из Москвы Олегом Гусевым погиб в результате внезапного схода снежной лавины. 
Близкие друзья Николая Баленкова — гребцы Елизавета Кондрашина, Георгий Наседкин, Анатолий Полин и Борис Тарасов весной того же года решили, что проведут соревнования в память о друге — «Мемориал Николая Баленкова», которые в дальнейшем стали традиционными. Эта инициатива в первые годы пользовалась большой популярностью, привлекая более ста участников.
Заслуженный мастер спорта Елизавета Кондрашина, друг и ровесник Николая Баленкова, отмечала:
Все считали честью выступать на этой гонке. Стремились успеть вернуться со сборов и сразу на старт! Это был порыв, хотелось выступить как можно лучше в честь нашего друга, ровесника. Боролись, мечтали завоевать памятный серебряный значок. И в этом нас поддерживали тренеры. Теперь, я думаю, тренеры не рассказывают своим воспитанникам об истории этой гонки, не настраивают на нее своих воспитанников! А жаль! Мы должны хранить и поддерживать традиции и передавать их молодым.
Похоронен на Северном кладбище Санкт-Петербурга.

## Память
В память Баленкова гребным клубом «Знамя» ежегодно в последний субботний день апреля проводятся соревнования «Мемориал Николая Баленкова». До 2020 года было проведено 47 соревнований.